# Fons (Ardèche)
Fons é uma comuna francesa na região administrativa de Auvérnia-Ródano-Alpes, no departamento de Ardèche. Estende-se por uma área de 4,03 km². Em 2010 a comuna tinha 342 habitantes (densidade: 84,9 hab./km²).